# Мито
Ми́то є загальнодержавним податком, що встановлений Податковим кодексом України та Митним Кодексом України , який нараховується та сплачується відповідно до положень Митного кодексу, законів України та міжнародних договорів, згода на обов'язковість яких надана Верховною Радою України.
Мито є одним з видів митних платежів, що визначені Митним кодексом України (п.п. а) п.27 ч.1 ст.4).
За Кіотською конвенцією «мита» — передбачені митним тарифом митні збори, що застосовуються щодо товарів, які ввозяться на митну територію або вивозяться з неї.
Мито слід відрізняти від державного мита — грошової суми, що стягується в судових і арбітражних органах, нотаріальних конторах, органах МЗС, МВС, міських, сільських, селищних радах та інших уповноважених на те органах за вчиненням ними дій з об'єктами нерухомого майна і видачу документів, що мають юридичне значення.

## Етимологія
Слово мито походить від прасл. *myto, яке є давнім запозиченням з германських мов: пор. давн.в-нім. muta («податок», «збір», «митниця»), гот. mota («мито»).

## Історія
Історично «мито» (польс. myto, нім. Markt, грец. τέλος) - непрямий податок, що стягується з товарів, транспортних засобів, ін. предметів, які переміщуються через певний окреслений пункт або митний кордон країни. Початково — грошовий збір з купців за експорт та імпорт товарів через кордони держави. За Новим тлумачним словником української мови, мито — це податок, сплачуваний за перевезення  товарів через кордон; подать, данина, збір. брали також за користування шляхами, мостами, переправами тощо. Вперше на території України митні порядки існували в містах Причорномор'я, а також згадуються у перших міжнародних угодах, зокрема в договорах 907, 911 Київської Русі з Візантією.
Перші згадування про торговельні мита, якими на території України обкладалися предмети споживання, відносяться до періоду Київської Русі. Збирачі торговельних мит фігурують у кодексі давньоруського феодального права «Руська Правда». У договорі князя Олега з Візантією вже згадуються митні звичаї та пільги. Митне законодавство і перші елементи системи митних органів у Київській Русі складалися під впливом міжнародного права. У період XVI-ХХ ст., коли Україна входила до складу різних європейських держав, організація митної справи провадилась згідно із законодавством цих країн (Російська імперія, Австро-Угорська імперія, Річ Посполита тощо).
У період середньовіччя мито було важливим джерелом державних доходів, а також було засобом збагачення тих феодалів і міст, що діставали від уряду права його збирання.
В Україні у 15-18 ст. (з 17 ст. — у Правобережній Україні) було поширене особливе прикордонне мито — так зване «цло» (пол. cło від нім. Zoll — «прикордонне мито»), а також шляхове, мостове, перевозне, ярмаркове тощо. З другої пол. 17 ст. і майже до кін. 18 ст. на кордоні між Лівобережною і Правобережною Україною існували митниці і митні застави.
Із другої половини XVIII ст. і до утворення СРСР митна справа на території тодішньої Малоросії регулювалась винятково законодавством Російської імперії (Новоторговий статут 1667 р., Митний тариф 1724, 1757, 1850, 1903 рр. тощо; Митний статут 1910 р. та ін.).
Богдан Хмельницький, впорядковуючи митні справи молодої козацької держави, універсалом від 28.4.1654 доручив О. Астаматію організувати митні кордони України. За вивіз товарів з Гетьманщини до Московії стягувалось мито у вигляді евекти, а за ввіз з Московського царства — у вигляді індукти. В 1754 митні податки (індукту і евекту), які стягував гетьманський уряд, були скасовані. В роки існування УРСР митна політика була повністю підпорядкована митним органам СРСР.
З утворенням СРСР відповідно до стандартної схеми федеративного устрою зовнішні відносини і митна справа перейшли під керівництво загальносоюзних органів. Першим нормативним актом радянської влади у сфері митних відносин була Постанова РНК РСФСР 1917 р. «Про порядок видачі дозволу на ввіз і вивіз товарів», яка закріплювала підпорядкованість митних органів і їх функціональні обов'язки, а також порядок ввозу і вивозу товарів. У 1922 р. при Раднаркомі РРФСР було засновано Митно-тарифний комітет, до функцій якого відносились складання і зміна товарних списків, вирішення питань щодо застосування тарифів, висновки по проектах законів, торговельних договорів, конвенцій тощо, які мають відношення до митної справи. На початку 1922 р. був виданий Декрет ВЦВК «Про зовнішню торгівлю», яким визначалися суб'єкти господарювання, що одержували право виходу на зовнішні ринки. Усього за існування СРСР було прийнято п'ять Митних тарифів (1922, 1926, 1930, 1961, 1991 рр.), три Митних кодекси (1928, 1964 і 1991 рр.) і Митний статут СРСР (1924 р.). У період 1986—1991 рр. митна система була виділена в окрему галузь державного управління, проте її функції залишалися незмінними і полягали, головним чином, у контролі за збереженням монополії держави на зовнішню торгівлю.
Весь наступний період (до прийняття Закону України «Про митну справу в Україні») митна справа залишалась прерогативою загальносоюзного Міністерства зовнішньої торгівлі СРСР, у складі якого було Головне митне управління.
Сьогодні митна справа в Україні регулюється Митним кодексом України (затверджений Верховною Радою України 11 липня 2002, введений в дію з 1 січня 2004) та іншими законодавчими актами України, міжнародними договорами.

### Функції мита
До функцій мита як непрямого податку можна віднести такі: фіскальну, захисну, регулюючу, стимулюючу, дестимулюючу, контрольну, інтегруючу.  Через реалізацію своїх функцій мито набуває певного фіскального та регулюючого значення. На відміну від інших податків, під час запровадження мита беруть до уваги не фіскальний, а регулюючий потенціал, який полягає в здатності мита впливати через цінові механізми на розвиток зовнішньої торгівлі та вітчизняного виробництва.

### Аспекти за якими розглядають мито
Мито розглядаютьють в різних аспектах: як податок; як засіб митно-тарифного регулювання; як вартісну категорію.
Мито, як податок — є інструментом наповнення Державного бюджету України. У науці адміністративного і фінансового права, мито поділяють: а) за рівнем державних структур, які його встановлюють (мито є загальнодержавним податком, оскільки встановлюється вищим органом законодавчої влади України  шляхом прийняття Законів України, а стягнення мита є обов'язковим на всій території держави);
б) за формою оподаткування та економічним змістом об'єкта оподаткування (мито є непрямим податком (податком на споживання), оскільки встановлюється в цінах товарів і послуг, а їх розмір для окремого платника прямо не залежить від його доходів, тож їх платить в абсолютному розмірі більше той, хто більше споживає;
в) за способом стягнення — окладним (спочатку установлюються ставки мита для всіх платників, а відтак розмір податку для кожного платника залежить від розмірів бази його оподаткування).
Мито — це особливий податок, головне призначення якого, зокрема в Україні, активізація структурних змін у зовнішньоекономічній діяльності. Економічна природа мита відображає відмінності світової та національної вартості, а за своєю формою мито виступає платежем, податком і є різницею в рівнях світових і внутрішніх цін.
Мито, як засіб митно-тарифного регулювання зовнішньоекономічної діяльності  - є інструментом економічного (протекціоністського) регулювання імпорту та експорту, що суттєво впливає на конкурентоспроможність товару за допомогою механізму цін, призводячи до його подорожчання і тим самим обмежуючи його збут, а також прямо і опосередковано визначає основні економічні параметри національних економік, а саме: динаміку й тенденції зміни обмінних курсів, відсоткових ставок, структуру та значення платіжного балансу тощо.
Мито — це вартісна категорія. Воно є основним фактором, який підвищує ціну конкретного імпортного (експортного) товару при його надходженні на національний ринок країни і дає змогу національним виробникам підвищувати загальний рівень цін на вітчизняні товари та отримувати додатковий прибуток. Тому потрібен індивідуальний підхід до обґрунтування мита з кожного конкретного товару на основі аналізу національних та інтернаціональних витрат і цін.

### Види мита
В Україні застосовуються такі види мита:
1) ввізне мито — встановлюється Митним тарифом України на товари, що ввозяться на митну територію України;
2) вивізне мито — встановлюється законом на українські товари, що вивозяться за межі митної території України;
3) сезонне мито — встановлюватися на строк не менше 60 та не більше 120 послідовних календарних днів з дня встановлення сезонного мита;
4) особливі види мита — встановлюються законами України з метою захисту економічних інтересів України та українських товаровиробників у разі ввезення товарів на митну територію України, незалежно від інших видів мита: а) спеціальне встановлюється відповідно до Закону України «Про застосування спеціальних заходів щодо імпорту в Україну», як засіб захисту національного товаровиробника, у разі якщо товари ввозяться на митну територію України в обсягах та/або за таких умов, що їх ввезення заподіює або створює загрозу заподіяння значної шкоди національному товаровиробнику та як заходи у відповідь на дискримінаційні та/або недружні дії інших держав, митних союзів та економічних угруповань, які обмежують реалізацію законних прав та інтересів суб'єктів зовнішньоекономічної діяльності України;
б) антидемпінгове встановлюється відповідно до Закону України «Про захист національного товаровиробника від демпінгового імпорту» застосовується у разі ввезення на митну територію України товарів, які є об'єктом демпінгу, що заподіює шкоду або створює загрозу заподіяння шкоди національному товаровиробнику;
в) компенсаційне встановлюється відповідно до Закону України «Про захист національного товаровиробника від субсидованого імпорту» у разі ввезення на митну територію України товарів, які є об'єктом субсидованого імпорту, що заподіює шкоду або створює загрозу заподіяння шкоди національному товаровиробнику;
г) додатковий імпортний збір встановлюється законом відповідно до статті XII Генеральної угоди з тарифів і торгівлі 1994 року (далі — ГАТТ-1994) та Домовленості про положення ГАТТ-1994 щодо платіжного балансу у разі значного погіршення стану платіжного балансу або істотного скорочення золотовалютних резервів, або досягнення ними мінімального розміру з метою забезпечення рівноваги платіжного балансу та збільшення розміру золотовалютних резервів.
Забороняється застосовувати інші види мита, крім тих, що встановлені Митним кодексом України  (ч.2 ст.271).

### Види ставок мита
В Україні застосовуються такі види ставок мита: 1)адвалорна; 2)специфічна та 3) комбінована.
1) адвалорна ставка мита встановлюється у відсотках до митної вартості товарів;
2) специфічна — у грошовому розмірі на одиницю кількості товарів у встановлених законом одиницях виміру.;
3) комбінована — складається з адвалорної та специфічної ставок мита.
Ставки мита, крім сезонного та особливих видів мита, встановлюються виключно законами України з питань оподаткування .
Див. також
- Податкова система України
- Єдиний митний тариф України
- Компенсаційне мито
- Державне мито
- Словник термінів, вживаних у законодавстві України
- Ввізне мито
- Вивізне мито
- Сезонне мито
- Митниця